# Grieves
Grieves (настоящее имя Бенжамин Лауб) — американский рэпер, представляющий лейбл Rhymesayers Entertainment.

## Биография
Бенжамин родился и вырос в Чикаго, штат Иллинойс. С раннего детства был в окружении музыки, его отец был любителем джазовых клубов. Джаз сильно повлиял на творчество артиста, что можно заметить в его композициях. После релиза дебютного альбома «Irreversible» Бена замечает продюсер Budo, который помогает ему с музыкой для его альбома «88 Keys & Counting». После этого популярность Бена начинает резко расти и на этой волне был замечен на лейбле Mac Lethal’a, но затем перешёл на Rhymesayers Entertainment.

## Дискография
- Irreversible (декабрь 2007)
- 88 Keys & Counting (март 2008)
- The Confessions of Mr. Modest (март 2010)
- Together/Apart (июнь 2011)
- Winter & The Wolves (март 2014)
- Running Wild (август 2017)